# Poyntonophrynus dombensis
Espèce
Synonymes
- Bufo dombensis Bocage, 1895

Statut de conservation UICN

 LC  : Préoccupation mineure
Poyntonophrynus dombensis est une espèce d'amphibiens de la famille des Bufonidae.

## Répartition
Cette espèce se rencontre dans le sud-ouest de l'Angola et dans le nord-ouest de la Namibie. Elle est présente jusqu'à 1 500 m d'altitude.

## Description
Poyntonophrynus dombensis mesure en moyenne 38 mm pour les mâles et 41 mm pour les femelles. Son dos est jaunâtre avec des taches irrégulières brun-cendré ou brun-roux. Sa face ventrale est jaune pâle uniforme.

## Étymologie
Son nom d'espèce, composé de domb[é] et du suffixe latin -ensis, « qui vit dans, qui habite », lui a été donné en référence au lieu de sa découverte, Dombé, une ville sur le littoral, au sud de Benguela.

## Publication originale
- Bocage, 1895 : Sur une Espèce de Crapaud à ajouter à la Faune Herpétologique d'Angola. Jornal de sciencias mathematicas, physicas e naturaes, ser. 2, vol. 4, p. 51-53 (texte intégral).